# Thomas le fauconnier
Pour plus de détails, voir Fiche technique et Distribution.
Thomas le fauconnier (Král sokolů) est un film tchèque réalisé par Václav Vorlíček, sorti en 2000.

## Synopsis
Tomáš, 14 ans, vit sur les terres du seigneur Balador et a la capacité de communiquer avec les animaux.

## Fiche technique
- Titre : Thomas le fauconnier
- Titre original : Král sokolů
- Réalisation : Václav Vorlíček
- Scénario : Ondrej Šulaj d'après le roman Sokoliar Tomáš de Josef Cíger Hronský
- Musique : Krzesimir Debski
- Photographie : Emil Sirotek
- Montage : Dalibor Lipský
- Production : Pavol Geleta
- Société de production : Focusfilm, Komitet Kinematografii, Studio Filmowe Oko et Vision Film Production
- Pays :  République tchèque,  Slovaquie,  Pologne,  Hongrie,  Allemagne et  France
- Genre : fantasy et aventures
- Durée : 96 minutes
- Dates de sortie : 
  -  République tchèque : 9 mars 2000
  -  France : 20 décembre 2000

## Distribution
- Brano Holicek : Tomáš
- Juraj Kukura : Balador
- Klára Jandová : Formina
- Waldemar Kownacki : Vagan
- Jirí Langmajer : Iver
- Manuel Bonnet : Donát
- Marta Sládecková : Katarína
- Jaroslav Zvásta : Ostrik
- Agnieszka Wagner : Zofia
- Sándor Téri : Gustáv
- Andrej Mojzis : Metodej
- Lubo Kostelný : Vincko
- Ludovít Cittel : Zubor
- Lucia Baráthová : Agáta
- Vladimír Jedlovsky : la père
- Erik Petovský : Stefan

## Accueil
Jean-François Rauger pour Le Monde évoque un « film sympathique aurait toutefois gagné à bénéficier d'une mise en scène moins anonymement télévisuelle ». Frédéric Strauss pour Télérama qualifie le film de « sincère mais figé ».